# Akie Abe
Akie Abe (安倍 昭恵, Abe Akie, née le 10 juin 1962) est l'épouse de l’ancien Premier ministre du Japon Shinzō Abe jusqu'à l’assassinat de ce dernier le 8 juillet 2022.

## Biographie
Née Akie Matsuzaki (松崎昭恵, Matsuzaki Akie), Akie peut être considérée comme issue d'un milieu bourgeois mondain. Son père est l'ancien président de la compagnie Morinaga, l'un des plus grands fabricants de bonbons du Japon. Elle étudie à l'école du Sacré-Cœur de Tokyo (聖心女子学院, Seishin Joshi Gakuin), dans des écoles catholiques, puis étudie au collège professionnel du Sacré-Cœur (en). Akie travaille pour la compagnie Dentsu, l'une des plus grandes agences de publicité du monde, avant d'épouser Shinzō Abe en 1987.
Au cours du premier mandat de son mari, elle reste très discrète. Cependant après la fin de celui-ci ; elle décide de retourner étudier à l'université jusqu'à recevoir son master en design social de l'université Rikkyō en mars 2011 et elle témoigne comment ceci l'a poussé à développer ses propres idées. Elle s'investit simultanément dans l'ouverture d'un izakaya (bar à vin, bar à tapas) bio dans le quartier de Kanda à Tokyo qui ouvre en 2012 peu avant le retour de son époux à la tête du parti, mais ne s'occupe pas de sa direction sur l'insistance de sa belle-mère. Sa présence médiatique beaucoup plus importante à partir de ce moment conduit à ce qu'elle reçoive le surnom de « parti d'opposition domestique »  (家庭内野党, kateinai yatô), en raison de ses divergences de vues avec son époux y compris sur des sujets sensibles, comme le nucléaire ou le partenariat de sécurité avec les États-Unis. Le couple n'a pas d'enfants, même après avoir essayé des traitements de fertilité.
À la fin des années 1990, elle travaille comme DJ à la radio dans la ville natale de son mari, Shimonoseki. Elle est populaire sur les ondes et est connue sous le nom « Akky ». Elle est également une admiratrice des séries sud-coréennes et des acteurs Bae Yong-jun et Park Yong-ha.
Elle soutient les minorités sexuelles et la communauté LGBT. Le 27 avril 2014, elle se joint à la Marche des fiertés de Tokyo pour montrer son soutien à de plus grands droits pour la communauté LGBT japonaise.
Elle est proche des dirigeants du Moritomo Gakuen, un groupe scolaire privé nationaliste engagé dans la promotion d’un enseignement « réaffirmant le caractère impérial du Japon ». Elle est nommée proviseure honoraire d'un établissement appartenant au groupe, ce qui donnera lieu à un scandale de corruption.
Après la mort de son époux, le dalaï-lama lui envoie un message de condoléances et une statue de Bouddha.